# Sainte-Pexine
Sainte-Pexine is een gemeente in het Franse departement Vendée (regio Pays de la Loire) en telt 217 inwoners (2004). De plaats maakt deel uit van het arrondissement La Roche-sur-Yon.

## Geografie
De oppervlakte van Sainte-Pexine bedraagt 15,5 km², de bevolkingsdichtheid is 14,0 inwoners per km².

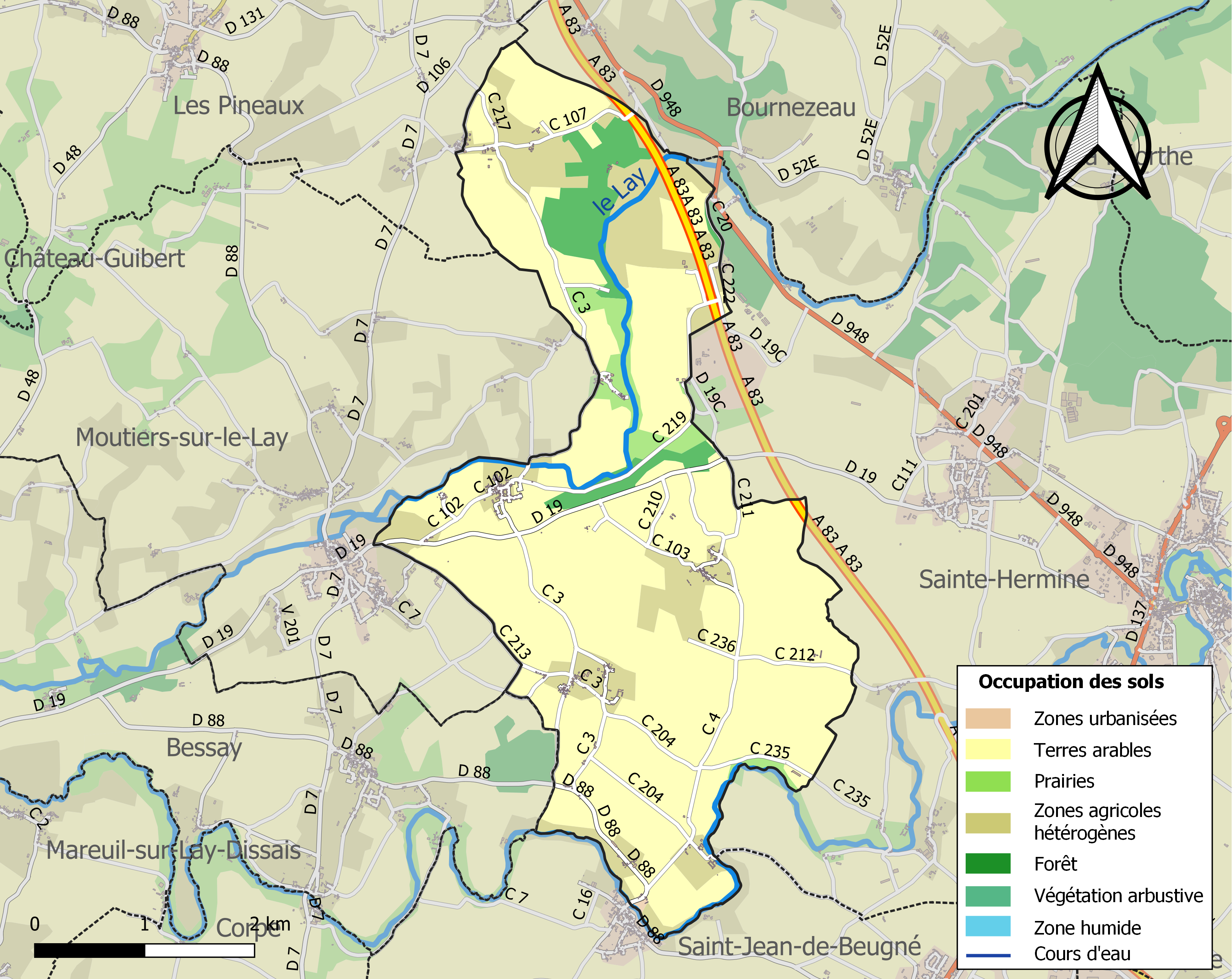
Kaart van de gemeente met de belangrijkste infrastructuur, bodemgebruik en omliggende gemeenten

## Demografie
Onderstaande figuur toont het verloop van het inwonertal (bron: INSEE-tellingen).

1. ↑  Populations de référence 2022.